# .cs
.cs was voor enkele jaren het internetlandcodetopleveldomein van Tsjecho-Slowakije. Het land is in 1993 opgesplitst in Tsjechië en Slowakije en de twee landen kregen snel hun eigen domein: .cz en .sk. Het domein .cs werd langzamerhand niet meer gebruikt en uiteindelijk verwijderd ergens rond januari 1995.
.cs is het meest gebruikte topleveldomein dat werd verwijderd. Statistieken van het RIPE Network Coordination Centre toonden aan dat in juni 1994, na het veranderen naar .cz en .sk, er nog 2300 .cs-hosts waren. Bij vergelijking met andere verwijderde TLD's (.nato en .zr bijvoorbeeld) hadden deze nooit zoveel gehaald.
CS was tot juni 2006 de ISO 3166-1 code voor Servië en Montenegro (Srbija i Crna Gora in Servisch), maar na het uiteenvallen van dit land gebruikten Montenegro en Servië, in afwachting op een eigen domein, op dat moment het domein .yu. Wat er met het door IANA voor Servië en Montenegro gereserveerde domein .cs gaat gebeuren, is nog niet bekend.